# Pseudorinympha laeta
Pseudorinympha laeta är en fjärilsart som beskrevs av Clarke 1971. Pseudorinympha laeta ingår i släktet Pseudorinympha och familjen spinnmalar. Inga underarter finns listade i Catalogue of Life.